# 浅井批文
浅井 批文（あさい ひふみ、1984年4月8日 - ）は、テレビせとうち (TSC) のアナウンサー。

## 来歴
兵庫県出身。小学校在学時には石川県に、中学校・高校在学時には香川県高松市に住んでいた。
金沢大学附属小学校、高松市立桜町中学校、香川県立高松高等学校、神戸女学院大学を卒業後、2007年4月にテレビせとうちに入社。報道制作局報道制作部に配属され、同局のアナウンサーになる。
長年出演している番組の1つに『おばあちゃんの台所』があるが、同番組には出演のみならず企画段階からプロジェクトメンバーとして携わっている。この番組は、2014年に放送文化基金賞のテレビエンターテインメント番組部門で奨励賞を、2015年に日本民間放送連盟賞の特別表彰「放送と公共性」部門で優秀賞を受賞した。
2017年に結婚。2018年に第1子出産を控えて産休・育休を取得し、2019年5月に職場復帰した。復帰後にも引き続きアナウンサーを務めているが、これ以後は報道制作部以外の部署にも掛け持ちで所属している。

## 担当番組
- せとうち Life&Biz（2007年7月 - 2008年3月） - キャスター
- 必見！暮らしナビ[3]
- 千客万来!家族的食堂（2010年3月 - 2012年6月） - 3代目リポーター
- TSCニュース[9]
- せとうちパレット930（2010年7月 - 2012年3月） - キャスター
- おばあちゃんの台所（2011年10月[10] - ） - 企画・出演
- TSCnews5（2012年4月 - 2020年3月） - 中継・リポート担当
- サタデーパレット（2012年4月 - 2013年6月）
- ミハコロ.com（2013年7月 - 2015年3月）
- どようDEど〜よ（2013年7月 - 2018年3月）
- みらいリンリンおかやま（2015年4月 - ）
- ななスパ/// → ななスパBIZ（2022年4月 - ）
- ピリッとサタデー（2022年7月 - ）[11]